# Dhammacakkappavattana Sutta

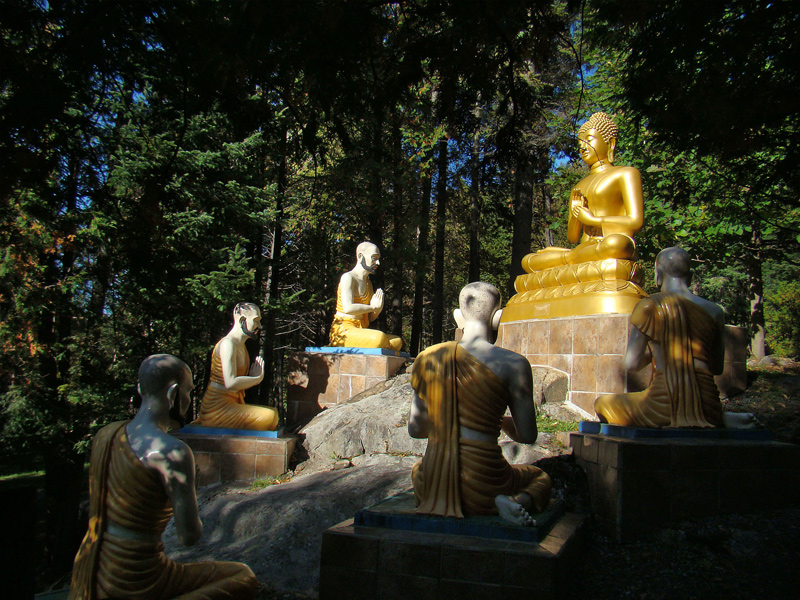
Représentation du premier sermon du Bouddha (monastère Tam Bao Son bouddhiste du Québec). Le Bouddha fait le mudrâ de l'enseignement ou « mise en route de la Loi ».

Le Dhammacakkappavattana Sutta en pali (sanskrit: Dharmacakra Pravartana Sūtra), soit le « Sūtra de la mise en mouvement de la roue du Dharma », aussi appelé « Sermon de Bénarès » ou « Sermon du parc des Gazelles », est le premier sermon du Bouddha, donné après qu'il eut atteint l'éveil, et dans lequel il expose les Quatre nobles vérités.

## Contenu
Cet enseignement a été donné au Parc des Gazelles à Isipatana (actuel Sarnath), près de Bénarès, au groupe des cinq ascètes (Pañchavargika, « groupe de cinq ») qui, durant plusieurs années, avaient pratiqué des austérités avec Siddhartha Gautama avant son éveil, avant de le quitter, déçus et dégoûtés, lorsque le futur Bouddha mis un terme à ces mêmes austérités en acceptant un repas,. 

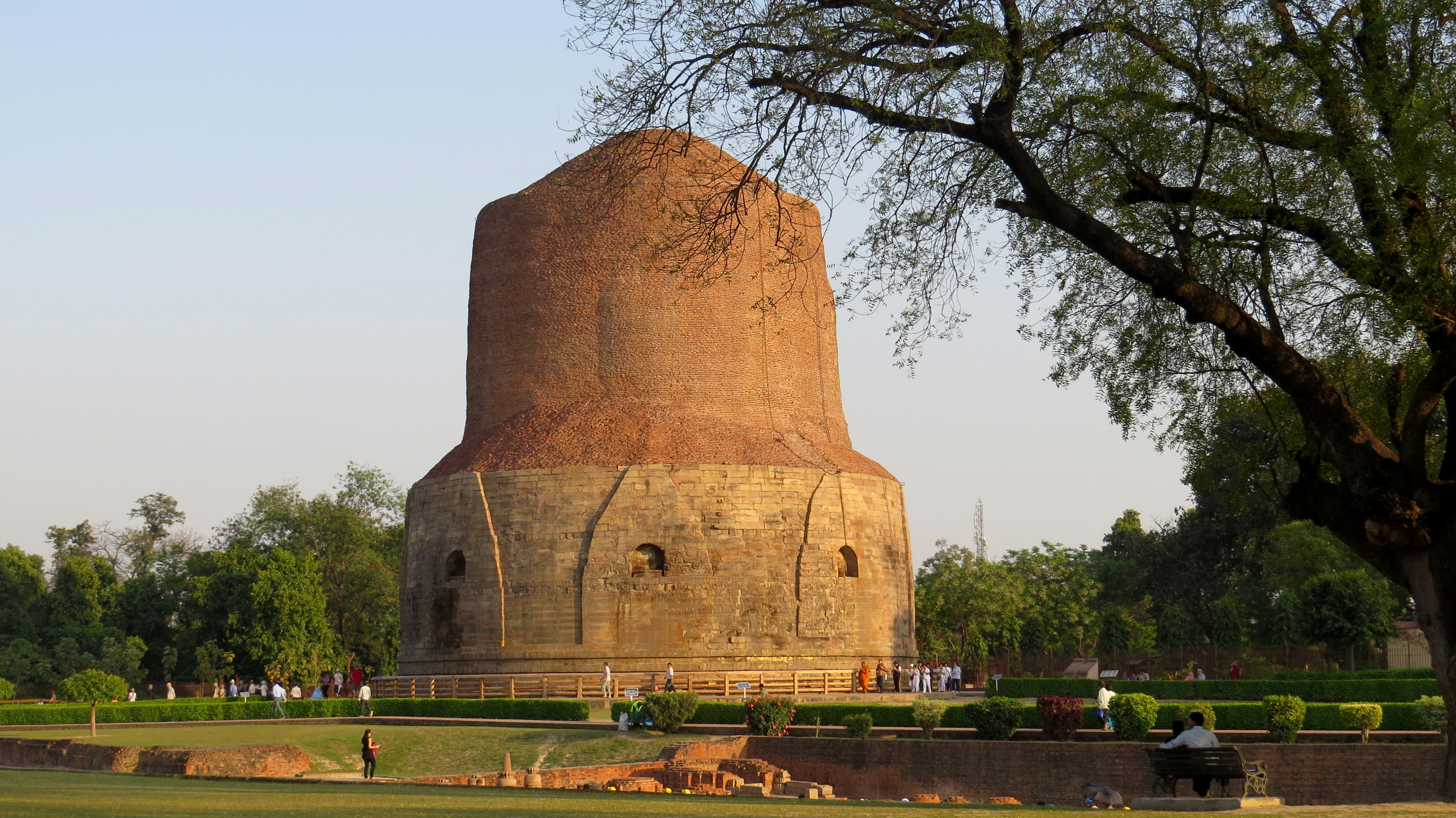
Le Dhamek stupa, à Sarnath, érigé à l'endroit où le Bouddha a donné son premier enseignement, mettant ainsi en route la roue du Dharma.

Le Bouddha voulut leur expliquer son éveil et sa prise de conscience de l’inefficacité des pratiques de mortification et de la nécessité de suivre la Voie du milieu. Gautama y expose les Quatre nobles vérités, à savoir la réalité de la souffrance (dukkha), la cause de la souffrance, la libération de la souffrance (nirvana) et le moyen de gagner cet état de libération (le Noble chemin octuple). 
Ces quatre vérités sont nobles dans la mesure où elles mènent à la libération de l'individu par la voie du progrès intérieur, du progrès spirituel qui conduit à une compréhension permettant d'adopter un point de vue radicalement nouveau sur soi-même et le monde. Elles sont nobles aussi parce qu'elles sont intrinsèquement liées à la « conduite sublime », à savoir la mise en pratique de la moralité (sila), la concentration (samadhi) et la sagesse (prajna).
Cet enseignement fait partie du Samyutta Nikāya (V. 420-424).